# Брэкстон, Энтони
Энтони Брэкстон (англ. Anthony Braxton; род. 4 июня 1945 года, Чикаго, штат Иллинойс, США) — американский композитор и мультиинструменталист (саксофон, кларнет, фортепиано и флейта), известный в жанре фри-джаза, музыкальный педагог, преподаватель университета. С 1960-х годов он выпустил более 100 альбомов. Он играет на многих разновидностях саксофона (сопрано, альт, тенор, баритон, бас, контрабас, сопранино, C-Melody, меццо-сопрано) и кларнета (ми-бемоль, си-бемоль, контрабас), в дополнение к флейте, альтовой флейте и фортепиано.
Бракстон изучал философию в Университете Рузвельта. В 1980-х годах он преподавал в колледже Миллс, а с 1990-х годов до выхода на пенсию в конце 2013 года был профессором музыки в Уэслианском университет. Он преподавал музыкальную композицию и историю музыки, с акцентом на авангард, а также руководил ансамблями, которые исполняли его произведения. В 1994 году он получил Стипендию Мак-Артура. В 2013 Национальный фонд назвал его мастером джазового искусства за его уникальный подход к джазу. Эта награда считается самой высокой в этой области.

## Жизнь
Брэкстон родился в Чикаго, штат Иллинойс, США. В начале своей карьеры Брэкстон возглавлял трио со скрипачом, Лероем Дженкинсом, и трубачом, Вадада Лео Смитом, и стал членом Ассоциации содействия творческим музыкантам, основанной в Чикаго (Association for the Advancement of Creative Musicians).
В 1969 году Брэкстон записал LP «Для Альта» (LP For Alto). Ранее были случайные несопровождаемые записи саксофона («Пикассо» Коулмена Хокинса), но «Для Альта» был первым полноформатным альбомом для саксофона без сопровождения. Треки альбома были посвящены Сесилу Тейлору и Джону Кейджу. Альбом повлиял на других исполнителей, таких как Стив Лейси (сопрано саксофон) и Джордж Льюис (тромбон), которые продолжали записывать свои собственные сольные альбомы.
В 1970 году Брэкстон присоединился к трио пианиста Чика Кориа с Дэйвом Холлэндом (контрабас, виолончель) и Барри Альтшулом (ударные) образовав квартет CIRCLE . Он гастролировал во Франции, и некоторые концерты были записаны, такие как шоу в Шательро 11 марта 1972 года. После того, как Кориа покинул квартет CIRCLE и организовал группу «Return to Forever», Холлэнд и Альтшул оставались с Брэкстоном на протяжении большей части 1970-х годов в составе квартета, играя с Кенни Уилером, Джорджем Льюисом и Рэем Андерсоном. Основное трио плюс саксофонист, Сэм Риверс, записали голландскую «Конференцию птиц». В 1970-х Брэкстон записал дуэты с Льюисом и Ричардом Тейтельбаумом.
В дальнейшем возглавлял многочисленные ансамбли и оркестры, студийные коллективы. Интенсивно занимался композицией. До 1979 написал 17 оркестровых сочинений, 2 струнных квартета, свыше 20 произведений для фортепиано и другие. В 1975 году Muse Records выпустила его альбом «Muhal» с Creative Construction Company, группой, состоящей из Ричарда Дэвиса (бас), Стива Маккола (ударные), Мухала Ричарда Абрамса (фортепиано, виолончель), Вадада Лео Смита (труба) и Лероя Дженкинса (скрипка).
Традиции джаза вдохновили его на создание альбом «Творческая музыка оркестра 1976 года» (Creative Orchestra Music). Его постоянной группой в 1980-х и начале 1990-х был квартет с Мэрилин Криспелл (фортепиано), Марком Дрессером (контрабас) и Джерри Хемингуэй (ударные).
В 1981 году он выступил на «Вудстокском джазовом фестивале», чтобы отпраздновать десятилетие Творческой музыкальной студии. В 1994 году он получил стипендию Макартура. С 1995 по 2006 он сосредоточился на создание Ghost Trance Music, что дало импульс его музыке. Многие из самых ранних записей Ghost Trance были выпущены на его лейбле Braxton House. В 2006 году в Нью-Йорке были исполнены заключительные композиции Ghost Trance с «12 + 1tet» в клубе Iridium.
В 1990-х и начале 2000-х годов Брэкстон создал большое количество джазовых стандартов, которые чаще всего демонстрировали его как пианиста, а не саксофониста. Он часто исполнял такой репертуар в 1970-х и 1980-х годах, но только изредка записывал его. Он выпустил многодисковые наборы, в том числе два четырёхместных компакт-диска для Leo Records, которые были записаны на гастролях в 2003 году.
В 2005 году он был приглашенным исполнителем с нойз группой, Wolf Eyes, на фестивале FIMAV. Критик Франсуа Кутюр отметил это совместное выступление, как сочувственное и эффективное сотрудничество: «что-то действительно щелкнуло между этими артистами, и все это было весело».
Один из его детей, Тайондай Брэкстон, также является профессиональным музыкантом, а в прошлом гитаристом, клавишником и вокалистом американской математической рок-группы Battles.

## Музыка
В AllMusic Крис Келси написал, что подход Брэкстона к музыке является экспериментальным и теоретическим и разделяет характеристики классической музыки 20-го века. Этот подход формировался под влиянием академической классики и современной музыки, от Баха до Шенберга, Джон Кейдж и Карлхайнц Штокхаузен. Для него творческие искания и эксперименты являются перманентным состоянием. Он стал последователем Джона Колтрэйна, Орнета Коулмена и Чарли Мингуса. Изучал саксофоновую техникуЧарли Паркера и Пола Дезмонда, Ли Кониц, Уорна Марша и других. Музыка этих стилей заняла определённое место в его репертуаре. Трубач, Уинтон Марсалис, сказал, что музыка Брэкстона — это не джаз. Келси назвала это «художественной музыкой». Брэкстон назвал это «творческой музыкой». Он отметил, что он не джазовый музыкант. Но он также заявил: «Хотя я говорил, что я не джазовый музыкант в течение последних 25 лет, в конечном счете, афроамериканец с саксофоном? Ах, конечно же он джазовый исполнитель!».
Брэкстон сочинил произведения для крупных оркестров, в том числе три оперных цикла. Он написал несколько томов, чтобы объяснить свои теории и пьесы. Например, «Триаксиальные сочинения» из трех томов и «Композиционные заметки» из пяти томов, опубликованные Frog Peak Music. Он известен тем, что в названиях своих произведения использует средства математической графики: диаграммы, загадочные числа и буквы). Данный метод у него получил название «композиционная импровизация» (compositional improvisation). Иногда эти диаграммы имеют очевидное отношение к музыке. Названия сами по себе могут быть нотными обозначениями, указывающими исполнителю, как играется пьеса. Иногда буквы идентифицируют инициалы друзей Брэкстона и музыкальных коллег. Но во многих случаях названия остаются загадочными и непонятными. К середине-концу 1980-х годов названия Брэкстона начали включать рисунки и иллюстрации, такие как в названии его четырёхактного оперного цикла «Триллиум Р.» (Trillium R.). Другие стали включать реалистичные изображения неодушевленных предметов, а именно вагонов.
В двадцать первом веке он выступает с ансамблями различных размеров и написал более 350 композиций. После музыкальных композиций Ghost Trance Music, он заинтересовался тремя другими музыкальными системами: The Diamond Curtain Wall Trio, в которой Брэкстон прибегает к помощи языка программирования компьютерного звука SuperCollider, Falling River Musics; и Echo Echo Mirror House Music. Он сторонник идеи коллективной импровизации. Брэкстон написал "Echo " в 2007 году и исполнил его в 2009 году в Уэслианском университете, где он был преподавателем. Во время выступления каждый музыкант в ансамбле из шести-двадцати человек держал в руках iPod, на котором была дискография Брэкстона. Все они заиграли на своих iPod, когда выступление начало транслировать старые произведения в живом исполнение.
Он экспериментировал в сфере атональности, сериализма, модальной организации, сонористики. Апробировал множество инструментальных комбинаций, ансамблевых и оркестровых составов, от различных дуэтов до биг-бэнда и объединения разнотипных формаций. У европейской аудитории музыка Брэкстона пользуется более широким признанием, чем в США.